# Dějiny Kajmanských ostrovů

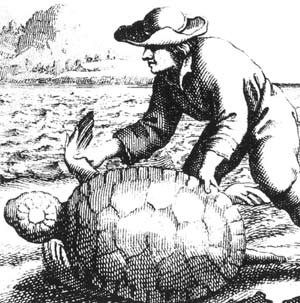
Množství želv žijících na Kajmanských ostrovech přitahovalo na ostrovy kolem plující lodě i osadníky

Kajmanské ostrovy ležící v Karibiku jsou britským zámořským územím. Od jejich objevu Kryštofem Kolumbem, který k ostrovům doplul 10. května 1503 a pojmenoval je Las Tortugas  (španělský výraz pro „želvy“) podle velkého množství mořských želv, patřily pod správu různých evropských zemí. Kolumbus objevil dva menší sesterské ostrovy Cayman Brac a Little Cayman. Turínská mapa ostrovů z roku 1523 se o ostrovech zmiňuje jako o Los Lagartos, což znamená „aligátoři“ či „velcí ještěři“. Již roku 1530 byly známy pod názvem Caymanes odvozeného od karibského slova caimán, které znamená krokodýl. Na ostrovech v té době žili krokodýl americký (Crocodylus acutus) a krokodýl kubánský (Crocodylus rhombifer).

## Osídlení
Archeologické výzkumy na ostrově Grand Cayman neodhalily dřívější osídlení než ze 16. století. Prvním známým Angličanem, který ostrovy navštívil, byl v roce 1586 Francis Drake. Ten spatřoval v ostrovech možný zdroj potravy. Posádky lodí táhlo k ostrovům množství želv, které na nich žily a sloužily posádkám jako zdroj čerstvého masa. Nadměrný lov tyto želvy v místních vodách téměř vyhubil. Želvy byly hlavním zdrojem ekonomiky ostrovů. V roce 1787 kapitán Hull z lodi HMS Camilla odhadoval počet želv ulovených u ostrovů a prodaných v jamajských přístavech na 1200 až 1400 kusů ročně. Podle historika Edwarda Longa se obyvatelé Grand Caymanu věnovali především lovu želv. Jakmile populace kajmanských želv prudce poklesla, lovci podnikali cesty do vod dalších ostrovů v okolí, aby si udrželi svůj zdroj živobytí.
Podle kajmanské tradice byli prvními obyvateli ostrova dva Velšané, muž jménem Walters (či Walter) a jeho společník Bawden (či Bodden), kteří na ostrovy dorazili v roce 1658 po své službě v armádě Olivera Cromwella na Jamajce. Prvním zaznamenaným trvalým obyvatelem ostrovů byl vnuk Boddena, Isaac, který se narodil na Grand Cayman okolo roku 1700.
Většina, ne-li všichni, z prvních osadníků ostrovů pocházeli z okraje společnosti. V počátcích osídlení nebyly v kajmanské komunitě dodržovány zákony. Rok 1734 je počátkem trvalého osídlení Grand Caymanu. Cayman Brac a Little Cayman nebyly trvale osídleny až do roku 1833. Na ostrovech se usazovali různé typy lidí, mezi nimi piráti, uprchlíci před španělskou inkvizicí, ztroskotaní námořníci a otroci. Většina obyvatel měla africké, velšské, skotské či anglické předky a docházelo zde k jejich významnému míšení.
Během prvních let byly osady zakládány na severu a západě ostrova Grand Cayman. Tyto osady byly častým cílem nájezdů španělských sil z Kuby. Dne 14. dubna 1669 podnikl španělský námořní lupič Rivero Pardal úspěšný nájezd na vesnici Little Cayman. Během útoku nájezdníci vypálili dvacet obydlí.
Lidé žijící na ostrovech často plenili potopené vraky lodí. Místní obyvatelé také často připravovali návnady, na které lákali proplouvající lodě. například často používali osli nebo muly, na něž přivázaly lucerny a pak je nechali chodit po plážích. Nebo zapálili velký oheň, aby tak přilákali námořníky. Jelikož měli námořníci jen velmi malé znalosti místního pobřeží, jejich lodi často uvázly na útesech. Poté je místní osadníci vyplenili.

## Britská nadvláda
Anglické království převzalo formální kontrolu nad Kajmanskými ostrovy spolu s kontrolou Jamajky na základě Madridské smlouvy z roku 1670. Poté, co na ostrovy přišli první osadníci z Jamajky v letech 1661 až 1671. Tyto první osady byly opuštěny po útocích španělských pirátů, ale angličtí korzáři často používali Kajmanské ostrovy jako svou základnu, která se v 18. století stávala stále oblíbenějším úkrytem pirátů, a to i po ukončení legálního korzárství v roce 1713. Po několika dalších neúspěšných pokusech o vytvoření trvalého osídlení se podařilo ostrovy trvale osídlit ve 30. letech 18. století. V ranních hodinách 8. února 1794 deset lodí, jež byly součástí konvoje doprovázeného HMS Convert, ztroskotaly na útesu na východním konci Grand Caymanu. Navzdory tmě a prudkému příboji, se místní osadníci pokusili o záchranu cestujících a posádky. O celé události existují protichůdné zprávy, ale věří se, že té noci přišlo o život šest až osm lidí, mezi nimi i kapitán lodi Britannia. Přes 450 lidí však bylo úspěšně zachráněno. Legenda říká, že na palubě jedné z lodí flotily byl i člen britské královské rodiny. Mnoho lidí věří, že jím byl synovec krále Jiřího III. Jako odměnu za statečnost místních obyvatel údajně král vydal nařízení, že Kajmanci nemají být nikdy odvedeni do armády a nikdy nemají podléhat zdanění. Oficiální dokument potvrzující tuto legendu však nebyl nalezen. Přesto území Kajmanských ostrovů, jež je součástí britského zámořského území, zůstává i nadále osvobozeno od daní.

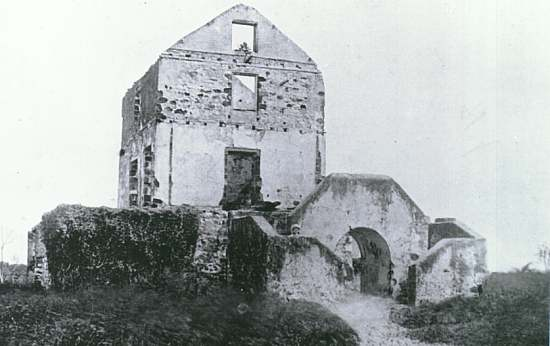
Pedro St. James po mnoha letech, kdy byl opuštěn a před jeho plnou rekonstrukcí

Od roku 1670 byly ostrovy závislé na Jamajce, ačkoliv zde existovala značná samospráva. V roce 1831 bylo zřízeno místní zákonodárné shromáždění během schůzky na zámku Pedro St. James dne 5. prosince 1831. Dne 10. prosince se konaly volby a zákonodárný sbor přijal své první nařízení 31. prosince 1831. Jamajský guvernér následně ratifikoval vytvoření zákonodárného sboru složeného z osmi zástupců jmenovaných guvernérem Jamajky a 10 (později 27) volených zástupců.
Po rozpadu Západoindické federace začalo období dekolonizace v anglicky mluvících částech Karibiku. Kajmanské ostrovy nejvíce vystupovaly proti nezávislosti, neboť jim chyběly přírodní zdroje. Tato neochota k osamostatnění vycházela ze strachu, že by nezávislost mohla znamenat konec speciálních amerických víz, která pomáhala kajmanským námořníkům pracujícím na amerických lodích i jinde po Spojených státech. Lidé se obávali ekonomické životaschopnosti, pokud by se osamostatnili. Kajmanské ostrovy však nebyly jediným menším britským územím, které nesouhlasilo s nezávislostí. Spojené království vytvořilo nová regulační pravidla pro území, která se nechtěla osamostatnit. Místo zaniklé Západoindické federace byla vytvořena ústava, která umožňovala v pokračování formálních vztahů s Londýnem. Na Kajmanských ostrovech je jedinou povinností guvernéra vůči britské koruně pravidelné poskytovaní informací Výkonné radě (Executive Council).

## Otroctví
Jediným kajmanským ostrovem, na kterém bylo zavedeno otroctví, byl Grand Cayman. Přesto zde nedošlo k žádné násilné vzpouře otroků. Vědci vedou debatu o tom, do jaké míry bylo otroctví pro společnost na Kajmanských ostrovech důležité. Otrokářské období na ostrovech trvalo od roku 1734 do roku 1834. V roce 1774 George Gauld odhadoval počet obyvatel ostrovů na přibližně 400 lidí žijících na Grand Caymanu. Polovina z nich byli otroci. V roce 1802 je počet obyvatel odhadován na 933 z nichž bylo 545 otroků. Sčítání lidu z roku 1834 zaznamenalo populaci 1800 lidí, přičemž zhruba 46 procent bylo považováno za svobodné obyvatele. V době zrušení otroctví, převyšoval počet otroků na ostrovech jejich svobodné obyvatele. V roce 1835 přijel na ostrovy guvernér Sligo z Jamajky, aby prohlásil všechny otroky za svobodné v souladu se zákonem Emancipation Act z roku 1833.
Obyvatelé Kajmanských ostrovů nesouhlasil se správou území Jamajkou. Proto kajmanští otrokáři, kteří byli nespokojení s hrozící ztrátou svého majetku, se odmítli podrobit Zákonu o registraci otroků z roku 1817 (Slave Registration Act 1817). Místní obyvatelstvo také odmítalo rozmístění jednotek Západoindických pluků. Tento postoj pramenil ze skutečnosti, že tyto pluky verbovaly i černochy, což bílé osadníky znepokojovalo. Odpůrci nesouhlasili s bráněním svých osad černými vojáky.

## Závislost na Jamajce
Od roku 1863 byly Kajmanské ostrovy oficiálně prohlášeny za závislé na Jamajce, ale tento vztah nebyl úplný, neboť zde působili smírčí soudci i vlastní zákonodárný sbor. Od roku 1750 do roku 1898 byl hlavním správcem ostrovů administrativní úředník pro závislost jmenovaný guvernérem Jamajky. Od roku 1898 začal guvernér jmenovat komisaře pro ostrovy. Prvním z nich byl Frederick Sanguinetti. V roce 1959 po vytvoření Západoindické federace byl status závislosti na Jamajce oficiálně zrušen, ačkoliv guvernér Jamajky i nadále zůstal guvernérem Kajmanských ostrovů a měl nad nimi určitou moc. Poté, co Jamajka v roce 1962 získala nezávislost, přerušily s ní Kajmanské ostrovy správní vztahy a rozhodly se stát přímo závislé na britské koruně, přičemž hlavním úředníkem na ostrovech byl správce. V roce 1953 bylo na Kajmanských ostrovech otevřeno první letiště a také veřejná nemocnice George Town Public Hospital.

## Vládní změny
Po dvouletém boji místních žen o změnu jejich podmínek, získaly Kajmanské ostrovy v roce 1959 svou první písemnou ústavu, která ženám poprvé umožnila volit. Během roku 1966 byla přijata legislativa povzbuzující bankovnictví. V roce 1971 doznala vládní struktura na ostrovech opět změny a hlavním představitelem se stal guvernér. Posledním jejich správcem a prvním guvernérem byl Athel Long.
V roce 1991 revize ústavy z roku 1972 doporučila, aby zákonodárné shromáždění přijalo několik ústavních změn. V roce 1992 tak byla obnovena funkce hlavního tajemníka, která byla dříve v roce 1986 zrušena. Bylo rovněž navrženo zřízení postu hlavního ministra. V listopadu 1992 se však konaly volby do rozšířeného zákonodárného shromáždění, ve kterých byla vláda výrazně poražena. Výsledek voleb zpochybnil ústavní reformu. Nová vláda se vyslovila proti zřízení navrhované funkce a prosazovala další škrty ve výdajích.

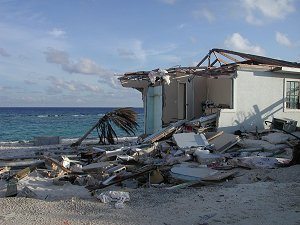
Škody na Kajmanských ostrovech způsobených hurikánem Ivan

Přestože všechny správní vztahy s Jamajkou byly přerušeny v roce 1962, Kajmanské ostrovy s ní i nadále sdílí mnoho vazeb, včetně jedné církve (Sjednocená církev Jamajky a Kajmanských ostrovů) a anglikánské diecéze (i když v této otázce existuje diskuze). Až do roku 1972 také sdílely společnou měnu.

## Hurikán Ivan
V září 2004 zasáhl Kajmanské ostrovy hurikán Ivan, který způsobil hromadné škody, ztráty na životech zvířat (jak domácích, tak divokých) a záplavy, ačkoliv nedošlo ke ztrátám na životech. Některé zprávy uvádějí, že většina Grand Caymanu byla pod vodu a nižší podlaží mnoha budov byla kompletně zaplavena. Tato přírodní katastrofa také vedla k bankrotu pojišťovny Doyle. 